# Bayrischzell
Bayrischzell là một xã thuộc Miesbach (huyện) của bang Bayern, Đức.

## Địa lý
Bayrischzell nằm ở  dãy núi Mangfall giữa thị xã Schliersee ở phía Tây và xã Oberaudorf ở phía Đông. Làng này nằm dưới chân ngọn núi Wendelstein, nằm về phía Đông Nam của Miesbach cách đó 23 km, 25 km Tây Bắc của Kufstein và 20 km phía Tây của Oberaudorf.

## Ortsteile
Xã Bayrischzell có 15 làng có tên chính thức:
| - Bäckeralpe - Bayrischzell - Dorf - Geitau - Hochkreut - Klarer - Klarermühl - Kloo | - Niederhofen - Noidach - Osterhofen - Riedler - Sudelfeld - Wendelsteinhaus - Zipflwirt |

## Thể thao và giải trí
Làng Sudelfeld có 19 giây kéo và khoảng 31 km đường đi ski alpine, là một trong những khu đi ski có tiếng tại vùng Bayrischer Alpen và cũng là vùng đi ski lớn nhất ở Đức. 
Từ năm 1970 có xe cáp chạy từ Bayrischzell-Osterhofen lên ngọn núi Wendelstein. Khu đi ski Wendelstein với khoảng 10 km đường dành cho những người đi giỏi.

### Trung tâm đi trượt tuyết vượt đồng
Vào mùa đông có khoảng 96 km đường đi cho những người chơi trượt tuyết vượt đồng. Vào mùa hè thì có khoảng 28 km đường nordic walking.
Ngoài ra còn có một hồ bơi ngoài trời có lò sưởi, sân chơi tennis và nơi chơi Minigolf và mùa đông có sân chơi trượt băng và chỗ chơi Eisstock (ice stock).

## Hình ảnh

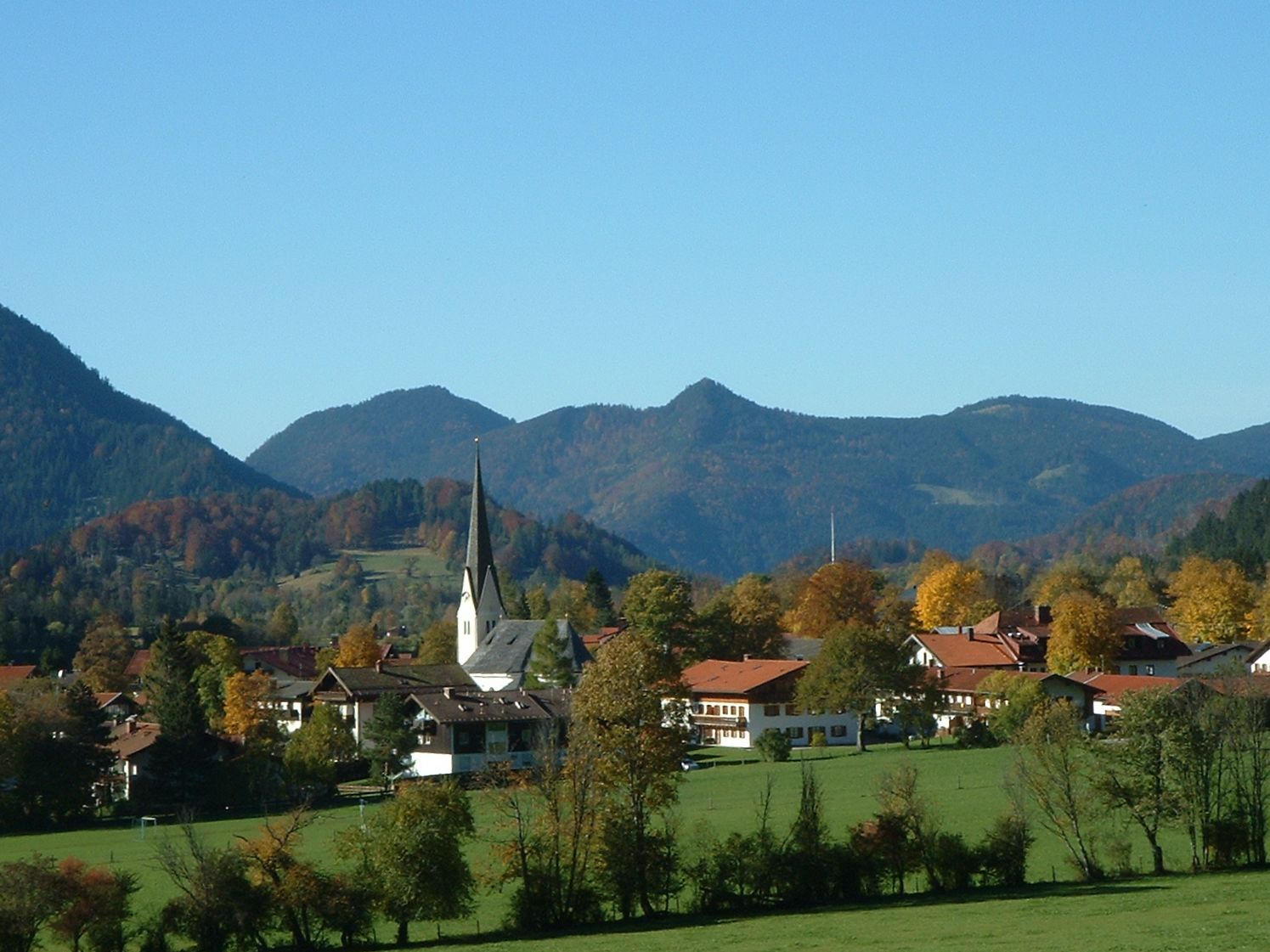
Bayrischzell
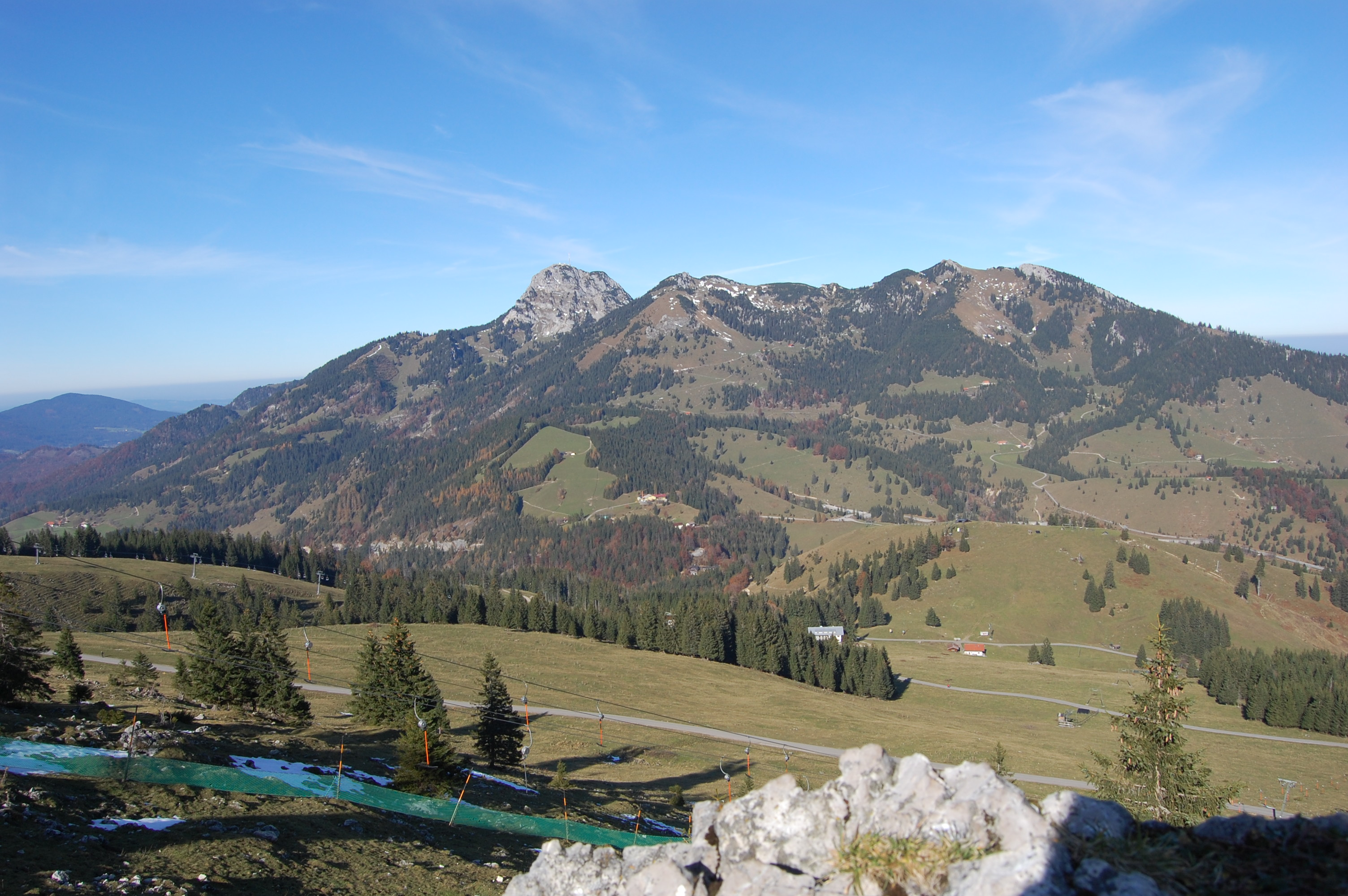
Nhìn từ Sudelfeld lên Wendelstein (Bayrischzell)
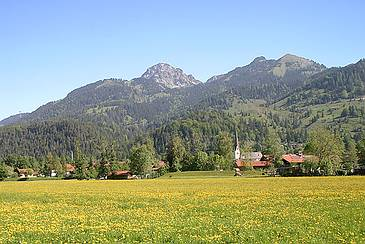
Bayrischzell
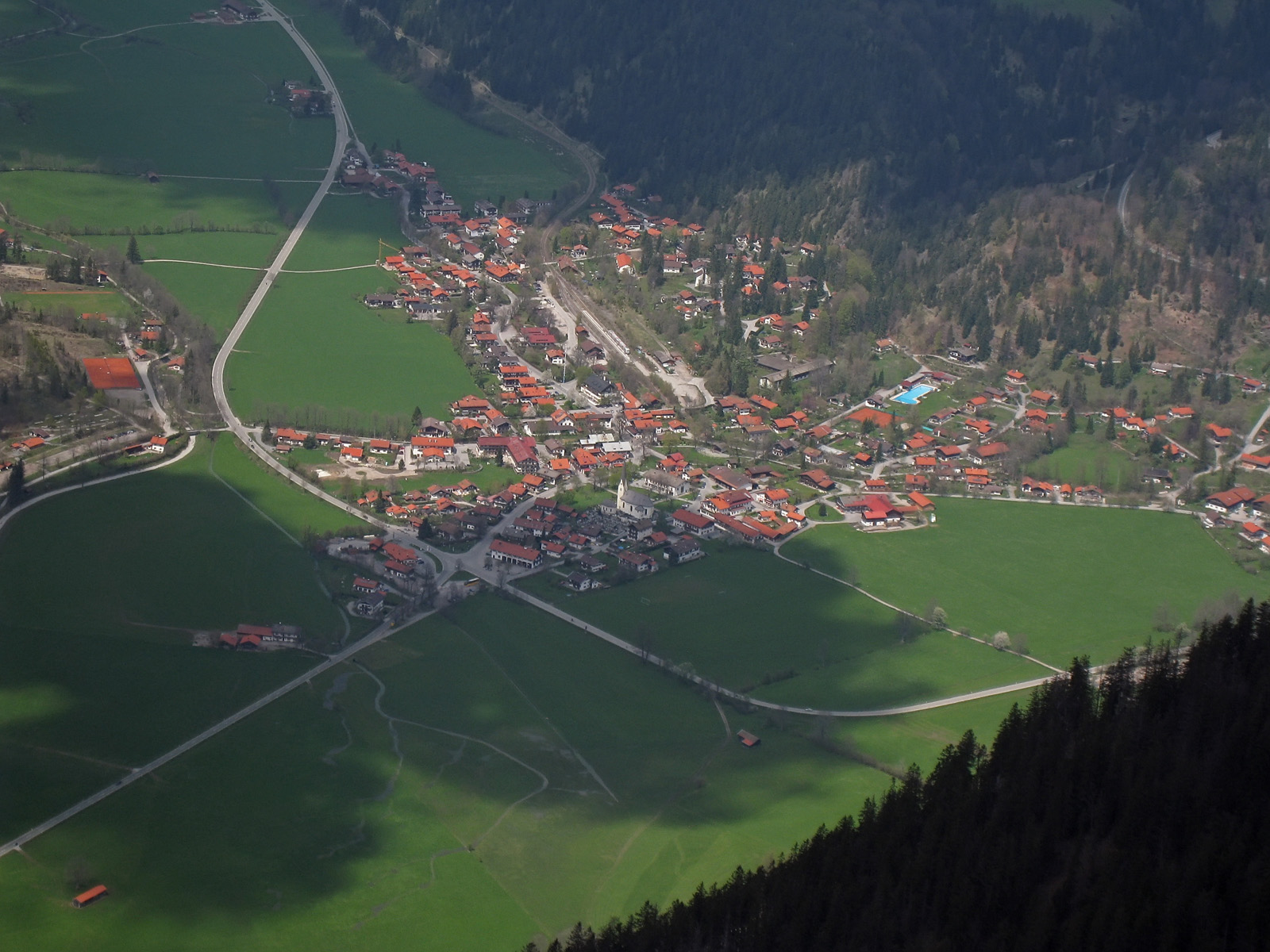
Bayrischzell nhìn từ trên xuống